# Sven Knutsson
Pour les articles homonymes, voir Sven.
Sven Knutsson  (1016-1035) est roi de Norvège de 1028 à 1035. Il est nommé par son père roi de Norvège après la défaite et la mort du roi Olaf II de Norvège.

## Biographie
Sven ou Svein Knutsson, surnommé  « Jinger » (le Jeune), est le fils du roi Knud Ier le Grand et de sa concubine saxonne Ælfgifu de Northampton. Son père lui confie d'abord le gouvernement de 
Jómsborg au Vindland, puis il lui demande d'aller en Norvège.
Or, son fils n'a que 12 ans et est placé sous la tutelle de sa mère. Ce choix contrevient aux coutumes norvégiennes qui prévoient que le roi danois nomme un représentant local issu d'une grande famille norvégienne, généralement un des jarls de Lade, afin de gouverner en son nom.
Sven se rend d'abord au Danemark pour y lever des troupes puis en Norvège où il est désigné comme roi par un Thing légal. Il règne nominalement sous la régence de sa mère mais promulgue de nombreuses lois destinées à intégrer la Norvège dans l'ensemble de royaumes constitué par son père.
La Saga de Saint Olaf indique qu'il avait institué les lois en cours au Danemark, mais que certaines étaient beaucoup plus dures encore. En effet nul de pouvait quitter le pays sans la permission du roi et, s'il partait, ses propriétés revenaient au roi comme d'éventuels héritages. Un cens territorial est institué qui prévoyait des versements en nature par les hommes et les femmes libres. Un autre cens est institué pour les voyageurs en destinations de l'Islande. Des corvées étaient enfin prévues pour entretenir les bâtiments royaux et la flotte...
Cette législation est immédiatement jugée insupportable par les norvégiens et comme le souligne ingénument la Saga « cet hiver-là maintes gens commencèrent à dire que le roi Olaf était en vérité un saint homme » ! Einar Tambarskjelve le beau-frère du jarl Éric Håkonsson dépité de ne pas avoir été nommé jarl par le roi Knut II de Danemark malgré ses promesses après la mort de Håkon Eiriksson est le premier des notables à promouvoir la « sainteté » du roi Olaf 
Rapidement la révolte s'étend et après la mort en 1033 d'un prétendant Tryggvi Olafson, fils putatif du roi Olaf Tryggvason, les nobles proposent le royaume à Magnus le Bon fils du roi Olaf II de Norvège 
Svein s'enfuit du pays et il meurt l'année suivante, âgé d'environ 20 ans, sans union ni postérité.